# Kursächsische Ganzmeilensäule Bad Lausick

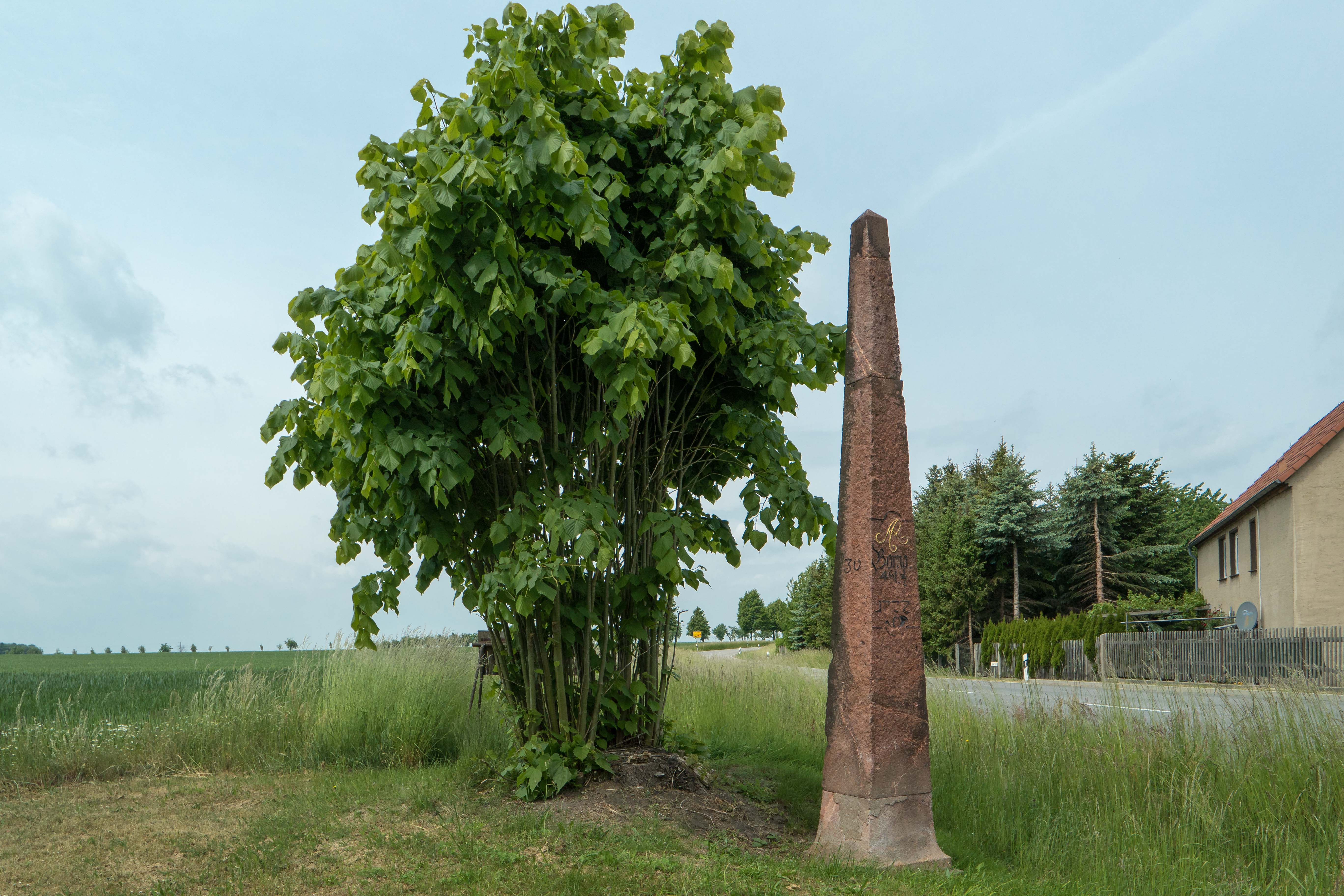
Ganzmeilensäule

Die denkmalgeschützte kursächsische Ganzmeilensäule Bad Lausick gehört zu den Postmeilensäulen, die im Auftrag des Kurfürsten Friedrich August I. von Sachsen durch den Land- und Grenzkommissar Adam Friedrich Zürner in der 1. Hälfte des 18. Jahrhunderts im Kurfürstentum Sachsen errichtet worden sind. Sie befindet sich im Ortsteil Ballendorf der sächsischen Kurstadt Bad Lausick im Landkreis Leipzig, an der Bundesstraße 176 gegenüber der Hausnummer 24.

## Geschichte
Die Säule gehört zur Poststraße von Leipzig nach Colditz. Sie trägt die Jahreszahl 1722 und die Reihennummer 36. Die Säule besteht aus Porphyrtuff.